# 大卫·哈恩 (加拿大政治家)
大卫·乔治·哈恩（英語：David George Hahn，1925年5月15日—2012年12月8日），加拿大下議院自由党议员。他曾是商人，于1965年7月至9月担任加拿大工业部部长秘书。哈恩2012年在科林伍德去世。